# A place in the Sun
『A place in the Sun』（ア・プレイス・イン・ザ・サン）はThe gardensの1枚目のスタジオ・アルバム。

## 解説
デビュー・アルバムであり、唯一のオリジナル・アルバム（『HORIZON millennium album & singles』はベスト・アルバムとの2枚組で、ミレニアム・アルバム扱い）。初回盤のみスリーブケース・ピクチャーCD仕様。3面デジパックは初回盤・通常盤共通。

## 収録曲
1. 時に太陽、時に月のように (4:59)
2. Bye Bye Blue (4:25)
1stシングル。
3. BELIEVE (4:19)
4thシングル。
4. Sweet Sweet Memories (4:18)
5thシングル。
5. A Place in the Sun (5:53)
6. touchez du bois（トゥシェ・ドゥ・ボワ）-いいことありますように- (3:21)
7. Love & Pain (4:28)
2ndシングル。
8. Eternal (4:37)
3rdシングル。
9. 雪恋花 (4:47)
10. Freedom (4:51)
11. Future's Memories (3:59)
1stシングル。
12. Love&Pain（アコースティック・ヴァージョン） (2:08)

作詞：Junko(#1,2,4-6,8-11)／伊秩弘将(#3,7,12)
全作曲：伊秩弘将
全編曲：田辺恵二